# 영예의 집
영예의 집(The House of Fame)은 1379년과 1380년 사이에 쓰여진 것으로 여겨지는 제프리 초서의 중세 영어 시 작품 중 하나이다. 이 작품은 "The Book of the Duchess" 이후에 쓰여졌을 가능성이 높지만 초서의 다른 초기 시들과의 연대순 관계는 불확실하다.
영예의 집은 세 권의 책으로 구성된 2,005줄이 넘는 길이로 팔음절 쌍으로 구성된 꿈의 비전 형식을 취하고 있다. 잠이 들었을 때 시인은 유명인의 이미지와 그들의 행위로 장식된 유리 사원에 있는 자신을 발견한다. 그는 독수리를 안내자로 삼아 명성의 본질과 기록된 명성의 신뢰성에 대해 묵상한다. 이를 통해 초서는 유명인의 삶을 보도하는 시인의 역할과 말할 수 있는 내용에 얼마나 많은 진실이 있는지 생각해 볼 수 있다.